# Елизаровка (станция)
Елизаровка — железнодорожная станция в Вышневолоцком городском округе Тверской области.

## География
Находится в центральной части Тверской области на расстоянии приблизительно 4 км по прямой на восток от города Вышний Волочёк у железной дороги Москва — Санкт-Петербург.

## История
Станция была открыта в 1926 году. До 2019 года входила в состав ныне упразднённого Горняцкого сельского поселения Вышневолоцкого муниципального района.

## Население
Численность населения составляла 34 человека (русские 100 %) в 2002 году, 32 в 2010 году.